# Klaus Schleiff
Klaus Schleiff (* 15. Mai 1939 in Wusterhausen/Dosse; † 30. Juni 2022 in Leipzig) war ein deutscher Schauspieler, Regisseur und Hörspielsprecher.

## Leben
Klaus Schleiff wurde 1939 in Wusterhausen an der Dosse geboren und absolvierte von 1962 bis 1965 die Theaterhochschule Leipzig. Sein erstes Engagement hatte er am Friedrich-Wolf-Theater Neustrelitz. Von 1966 bis 1970 arbeitete er an den Städtischen Bühnen Erfurt. Nach zwei Jahren am Hans Otto Theater in Potsdam ging er wieder zurück an das Theater in Erfurt. Von 1991 bis 2008 war er am Städtischen Theater Chemnitz engagiert, arbeitete dort aber weiterhin als Gast. 1989 gründete er mit anderen interessierten Künstlern das Kleine Welttheater Chemnitz. Jahrelang gestaltete er mit seiner Frau literarisch-musikalische Abende. Für verschiedene Fernseh- und Filmgesellschaften stand er mehrfach vor der Kamera, und für den Rundfunk wirkte er als Hörspielsprecher. Seine größte Rolle bei der DEFA war die Titelfigur Jürgen Drost in dem Spielfilm Drost unter der Regie von Claus Dobberke.
Klaus Schleiff war mit der Schauspielerin Renate Hundertmark verheiratet, mit der er bereits gemeinsam studierte. Ihre Kinder Tanja Schleiff und Urs Schleiff sind ebenfalls Schauspieler.

## Filmografie
- 1969: Zeit zu leben
- 1975: Lotte in Weimar
- 1985: Drost
- 1985: Johann Sebastian Bach (Fernseh-Vierteiler, 1 Episode)
- 1989: Die gläserne Fackel (Fernsehserie, 1 Episode)
- 1990: Albert Einstein (Fernseh-Zweiteiler)
- 1997: Ein Mord für Quandt (Fernsehserie, 1 Episode)
- 1998: Der Dritte Weltkrieg (Fernsehdokumentation)

## Theater

### Schauspieler
- 1966: Claus Hammel: Um 9 an der Achterbahn (Parteisekretär) – Regie: Jürgen Schmidt (Friedrich-Wolf-Theater Neustrelitz)

Städtische Bühnen Erfurt
- 1966: William Shakespeare: Ein Sommernachtstraum (Lysander) – Regie: Albert R. Pasch
- 1966: Gerhart Hauptmann: Die Ratten (Bruno Mechelke) – Regie: Wolf-Dietrich Köllner
- 1967: Seán O’Casey: Abschied vier Uhr früh (Mulligan) – Regie: Andreas Scheinert
- 1967: Johann Wolfgang von Goethe: Die Laune des Verliebten (Eridon) – Regie: Andreas Scheinert
- 1967: Friedrich Schiller: Die Verschwörung des Fiesko zu Genua (Romano, Maler) – Regie: Klaus Martin Boestel
- 1967: Gotthold Ephraim Lessing: Minna von Barnhelm (Major von Tellheim) – Regie: Klaus Martin Boestel
- 1967: I. Karnauchowa / L. Braussewitsch: Die feuerrote Blume (Waldgeist Leschi) – Regie: Andreas Scheinert
- 1967: Claus Hammel: Morgen kommt der Schornsteinfeger (junger Arbeiter) – Regie: Dieter Wardetzky (Uraufführung)
- 1968: Roger Planchon / Claude Lauchy: Die drei Musketiere (Jussac) – Regie: Dieter Wardetzky
- 1968: Ferdinand Bruckner: Simon Bolivar (Ribas, Mitglied der Patriotischen Gesellschaft) – Regie: Andreas Scheinert
- 1968: Jean Baptiste Molière: George Dandin oder Der betrogene Ehemann (Bauer Lubin) – Regie: Albert R. Pasch
- 1968: Johann Nestroy: Einen Jux will er sich machen (Hausknecht Kraps) – Regie: Andreas Scheinert
- 1968: William Shakespeare: Troilus und Cressida (trojanischer Heerführer) – Regie: Dieter Wardetzky
- 1969: Walter Hasenclever: Ein besserer Herr (Sekretär) – Regie: Andreas Scheinert
- 1969: Lope de Vega: Ritter vom Mirakel (Camillo) – Regie: Bodo Witte
- 1969: Johann Wolfgang von Goethe: Egmont (Buyck, Soldat) – Regie: Andreas Scheinert
- 1969: Hermann Kant: Die Aula (Jakob Filter) – Regie: Andreas Scheinert
- 1970: W. N. Bill-Bjelozerkowski: Sturm (Popow, Arbeiter) – Regie: Fritz Westphal
- 1970: Ellen Koch: Der liebe Gott hat Ausgang (Referent Horn) – Regie: Andreas Scheinert (Uraufführung)
- 1972: Georgi Nachutzrischwilli: Tschintschraka (Bach-Bach-Def) – Regie: Karlheinz Welzel
- 1972: Emil Braginskij / Eldar Rjasanow: Sauna am Silvester (Jewgeni Lukaschin) – Regie: Fritz Westphal
- 1973: Bertolt Brecht: Herr Puntila und sein Knecht Matti (Der rote Surkkala) – Regie: Dieter Steinke
- 1973: Heinz Kahlau: Die kluge Susanne (Soldat Tom) – Regie: Christoph Brück
- 1973: Carlo Goldoni: La donna di garbo oder Liebe macht erfinderisch (Dottore) – Regie: Karlheinz Welzel
- 1973: George Bernard Shaw: Die heilige Johanna (Kaplan de Stogumber) – Regie: Fritz Westphal / Dieter Steinke
- 1973: Maxim Gorki: Nachtasyl (Kostylew) – Regie: Jefim Robertowitsch Chigerowitsch
- 1974: William Shakespeare: Komödie der Irrungen (Angelo, Goldschmied) – Regie: Lothar Ehrlich
- 1974: Ignati Dworezki: Der Mann von draußen (Rjabinin) – Regie: Ekkehard Kiesewetter
- 1974: Peter Hacks: Die schöne Helena (Kalchas) – Regie: Dieter Steinke
- 1974: Helmut Baierl: Frau Flinz (Weiler) – Regie: Dieter Steinke
- 1975: Bertolt Brecht: Die Dreigroschenoper (Peachum) – Regie: Dieter Steinke
- 1975: Junji Kinoshita: Der Abendkranich (Sodo) – Regie: Christoph Brück (DDR-Erstaufführung)
- 1975: Johann Wolfgang von Goethe: Iphigenie auf Tauris (Arkas) – Regie: Ekkehard Kiesewetter
- 1975: Sean O’Casey: Purpurstaub (Philip  O’Dempsey) – Regie: Dieter Steinke
- 1976: Friedrich Hebbel: Maria Magdalena (Meister Anton Tischler) – Regie: Peter Handke
- 1976: Heiner Müller (nach Fjodor Gladkow): Zement (Gleb Tschumalow) – Regie: Ekkehard Kiesewetter
- 1976: Grigori Gorin / Charles De Coster: Till (Profoß) – Regie: Peter Sodann (DDR-Erstaufführung)
- 1977: Emil Rosenow: Kater Lampe (Ermischer, Gutsbesitzer) – Regie: Dieter Steinke
- 1978: Lope de Vega: Die berühmte Komödie vom Galan Castruchio (Hauptmann Don Hector) – Regie: Peter Sodann
- 1978: Wladimir Tendrjakow: Die Nacht nach der Abschlußfeier (Pawel Pawlowitsch Reschnikow) – Regie: Ekkehard Kiesewetter
- 1978: Bertolt Brecht: Alle Laster sind zu etwas gut (ohne Rollenangabe) – Regie: Klaus Schleiff
- 1978: Gotthold Ephraim Lessing: Minna von Barnhelm – Regie: Barbara Abend
- 1979: Georges Feydeau: Baby hat nichts gemacht – Regie: Matthias Renner
- 1980: Aristophanes: Lysistrata (Chorführer) – Regie: Ekkehard Kiesewetter
- 1980: Jean Anouilh: Becket oder Die Ehre Gottes (englischer Baron) – Regie: Barbara Abend (DDR-Erstaufführung)
- 1980: Heinrich Heine: Blamier mich nicht, mein schönes Kind (ohne Rollenangabe) – Regie: Klaus Schleiff
- 1981: Frances Goodrich / Albert Hackett: Das Tagebuch der Anne Frank (Sprecher) – Regie: Dieter Seidel
- 1981: Friedrich Schiller: Kabale und Liebe (Präsident von Walter) – Regie: Barbara Abend
- 1982: Bertolt Brecht: Baal (Baal) – Regie: Friedo Solter
- 1982: Michail Schatrow: Blaue Pferde auf rotem Gras (Lenin) – Regie: Ekkehard Kiesewetter
- 1982: Harald Gerlach nach Ludvig Holberg: Held Ulysses (Trojaner) – Regie: Horst Ruprecht (Uraufführung)
- 1985: Friedrich Schiller: Maria Stuart (Robert Dudley, Graf von Leicester) – Regie: Ekkehard Kiesewetter
- 1985: William Shakespeare: Wie es euch gefällt (Olivarius Textdreher) – Regie: Klaus Stephan
- 1985: Heinrich Mann: Die traurige Geschichte von Friedrich dem Großen (König Friedrich Wilhelm I. von Preußen) – Regie: Ekkehard Kiesewetter
- 1986: Tschingis Aitmatow / Kaltai Muhamedshanow: Der Aufstieg auf den Fudschijama – Regie: Ekkehard Kiesewetter
- 1988: Nikolai Gogol: Der Revisor (Stadthauptmann Skwosnik Dmuchanowski) – Regie: Ekkehardt Emig
- 1988: William Shakespeare: König Lear – Regie: Klaus Stephan
- 1988: Jean Baptiste Molière: Der Menschenfeind (Clitander) – Regie: Klaus Stephan
- 1989: György Spiró: Hühnerköppe (Vater) – Regie: Ekkehard Kiesewetter
- 1990: Václav Havel: Die Benachrichtigung (Josef Gross) – Regie: Ekkehard Kiesewetter
- 1991: William Shakespeare: Ein Sommernachtstraum (Schnock, der Schreiner) – Matthias Brenner

Theater Chemnitz
- 1992: Emil Rosenow: Kater Lampe (Ermischer) – Regie: Lutz Günther
- 1994: Klaus Chatten: Unser Dorf soll schöner werden (Hubert Fängewisch) – Regie: Bernd-Michael Baier
- 1994: Diethardt Schneider: Heimat, die wir meinen (Opa) – Regie: Stefan Schweninger
- 1995: Peter Hacks: Genoveva (Gregor) – Regie: Matthias Nagatis
- 1996: Christa Wolf / Gerhard Wolf: Till Eulenspiegel (mehrere Rollen) – Regie: Martin Nimz
- 1997: Hedda Zinner: Was wäre wenn…? (Johannes Dahlke) – Regie: Herbert Olschok
- 1998: William Shakespeare: Macbeth (Seyton) – Regie: Tatjana Rese
- 1999: Friedrich Schiller: Wilhelm Tell (Walter Fürst) – Regie: Tatjana Rese
- 2000: Agatha Christie: Da waren’s nur noch Neun (General John Gordon Mackenzie) – Regie: Herbert Olschok
- 2001: Friedrich Schiller: Die Räuber (Maximilian) – Regie: Bettina Jahnke
- 2001: Peter Dehler: Die Olsenbande dreht durch (Dynamitharry) – Regie: Manuel Soubeyrand
- 2002: Hugo von Hofmannsthal: Jedermann (mehrere Rollen) – Regie: Manuel Soubeyrand
- 2004: Heiner Müller: Die Umsiedlerin oder Das Leben auf dem Lande (Senkpiel) – Regie: Manuel Soubeyrand
- 2004: Einar Schleef nach Carlo Goldoni: Wilder Sommer – Regie: Katja Paryla
- 2005: William Shakespeare: Maß für Maß (Lord Escalus) – Regie: Alejandro Quintana
- 2005: Friedrich Schiller: Die Verschwörung des Fiesco zu Genua (Zenturione) – Regie: Katja Paryla
- 2006: Mark Hollmann / Greg Kotis: Pinkelstadt (Abgeordneter Schmier) – Regie: Uwe-Dag Berlin
- 2006: Torsten Krug / Eva Ruth Wemme / Alexander Suckel: The Lonely Hartz Club (Alter arbeitsloser Herr) – Regie: Torsten Krug
- 2007: Daniel Call nach Brandon Thomas: Charleys Tante (Sir William Spettigue) – Regie: Daniel Call
- 2009: Jean-Paul Sartre: Die schmutzigen Hände (Louis) – Regie: Kay Neumann
- 2009: Anton Tschechow: Drei Schwestern (Ferapont) – Regie: Enrico Lübbe
- 2010: Federico García Lorca: Dona Rosita – Regie: Isabel Osthues

- 2011: Georg Kistner / Christoph Biermeier: Summer of Love – Regie: Coy Middlebrook (Freilichtspiele Schwäbisch Hall)
- 2013: Lutz Hübner: Blütenträume (Ulf) – Regie: René Heinersdorff (Theater am Dom, Köln)

### Regisseur
- 1976: Martin Hayneccius: Hans Pfriem oder Kühnheit zahlt sich aus (Städtische Bühnen Erfurt)
- 1977: Siegfried Baumgart: Frech wie Oscar (Städtische Bühnen Erfurt)
- 1979: Alonso Alegría: Die Überquerung des Niagarafalls (Städtische Bühnen Erfurt)
- 1980: Heinrich Heine: Blamier mich nicht, mein schönes Kind (Städtische Bühnen Erfurt)
- 1981: Jürgen Gross: Match (Städtische Bühnen Erfurt)
- 1982: Georg Kreisler: Lola Blau (Städtische Bühnen Erfurt)
- 1984: Heiner Maaß / Peter M. Schneider: Die drei Musketiere (Städtische Bühnen Erfurt)
- 1986: Arthur Kopit: Das Ende der Welt (Städtische Bühnen Erfurt)
- 1989: Georg Kaiser: Zwei Krawatten (Städtische Bühnen Erfurt)
- 2003: Thomas Brussig: Helden wie wir (Neue Bühne Senftenberg)
- 2022: Aber bitte mit Sahne (Kabarett-Theater Leipziger Funzel)

## Hörspiele
- 1982: Ursula Hanke: Die Glückwunschkarte (Abteilungsleiter) – Regie: Walter Niklaus (Kurzhörspiel – Rundfunk der DDR)
- 1983: Friedbert Stöcker: Dies Blatt der Weißen Rose (Erzähler) – Regie: Walter Niklaus (Dokumentarhörspiel – Rundfunk der DDR)
- 1983: Bernd Tobel: Der siebente Mann oder Als der Klempner kam – Regie: Walter Niklaus (Kurzhörspiel – Rundfunk der DDR)
- 1984: Rolf Wohlgemuth: Damals, als ich heimkam (Erdmann) – Regie: Walter Niklaus (Hörspiel – Rundfunk der DDR)
- 1985: Christian Martin: Das Wagnis (Pfarrer) – Regie: Walter Niklaus (Kinderhörspiel – Rundfunk der DDR)
- 1985: Brigitte Reimann: Franziska Linkerhand (Schafheutlin) – Regie: Walter Niklaus (Hörspiel, 2 Teile – Rundfunk der DDR)
- 2001: Gerhard Rentzsch: Augenblickchen VI (Mann) – Regie: Karlheinz Liefers (Hörspiel – MDR)

## Auszeichnungen
- 1983: Helene-Weigel-Medaille für die Darstellung des Baal in Erfurt[3]
- 1987: Theodor-Körner-Preis (DDR)[4]